# Bussu (Francia)
Bussu è un comune francese di 223 abitanti situato nel dipartimento della Somme

## Società

### Evoluzione demografica
Abitanti censiti